# USS Monssen (DD-798)
USS Monssen (DD-798) là một tàu khu trục lớp Fletcher được Hải quân Hoa Kỳ chế tạo trong Chiến tranh Thế giới thứ hai. Nó là chiếc tàu chiến thứ hai của Hải quân Mỹ được đặt theo tên Đại úy Hải quân Mons Monssen (1867-1930), người được tặng thưởng Huân chương Danh dự do chiến đấu dũng cảm trên thiết giáp hạm USS Missouri (BB-11) vào năm 1904. Nó đã hoạt động cho đến hết Thế Chiến II, ngừng hoạt động một thời gian ngắn, rồi tái biên chế trở lại năm 1951 và tiếp tục phục vụ cho đến khi xuất biên chế năm 1957. Con tàu bị bán để tháo dỡ năm 1963. Monssen được tặng thưởng tám Ngôi sao Chiến trận do thành tích phục vụ trong Thế Chiến II.

## Thiết kế và chế tạo
Monssen được đặt lườn tại xưởng tàu của hãng Bethlehem Steel Company ở Staten Island, New York vào ngày 1 tháng 6 năm 1943. Nó được hạ thủy vào ngày 30 tháng 10 năm 1943; được đỡ đầu bởi bà Mons Monssen, vợ góa Đại úy Monssen, và nhập biên chế vào ngày 14 tháng 2 năm 1944 dưới quyền chỉ huy của Trung tá Hải quân Bernhart A. Feutsch.

## Lịch sử hoạt động

### 1944
Sau khi hoàn tất chạy thử máy tại vùng biển Bermuda, Monssen di chuyển lên phía Bắc đến Boston, Massachusetts để tham gia cùng các tàu tuần dương hạng nhẹ mới Vincennes (CL-64), Houston (CL-81) và Miami (CL-89), và hộ tống chúng đi sang San Diego, California. Từ đây nó hộ tống Đội tàu sân bay 26 đi Trân Châu Cảng, đến nơi vào ngày 8 tháng 5 năm 1944, rồi tổng dượt cho Chiến dịch Mariana sắp diễn ra. Vào ngày 30 tháng 5, nó khởi hành cùng Đội đặc nhiệm 52.16 để đi Eniwetok, và tiếp tục hướng đi Saipan, đến nơi vào ngày 15 tháng 6. Lúc sáng sớm, nó đã bắn phá chuẩn bị xuống các vị trí của Nhật Bản tại bãi Green 1, rồi tiếp tục hỗ trợ hỏa lực cho cuộc đổ bộ lên Saipan, kéo dài hầu như liên tục cho đến giữa trưa ngày 17 tháng 6. Các hoạt động do nó thực hiện bao gồm việc giúp đánh bại một đợt phản công lớn của xe tăng và bộ binh đối phương về phía Nam Garapan vào sáng sớm ngày 16 tháng 6.

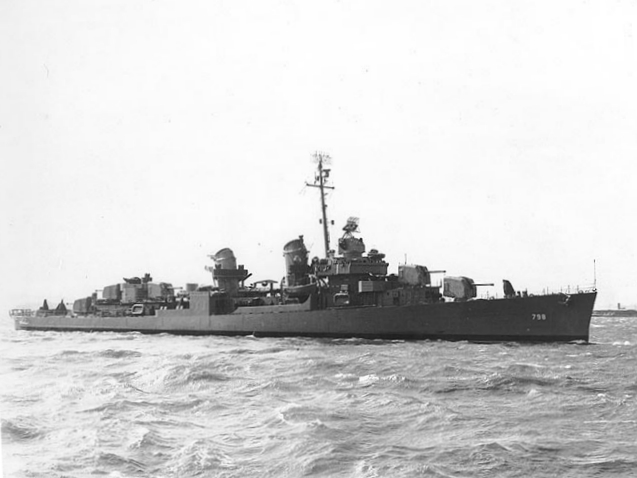
Monssen ngoài khơi Staten Island, tháng 2 năm 1944.

Cuối ngày 17 tháng 6, Monssen rời Saipan để gặp gỡ Lực lượng Đặc nhiệm 58, lực lượng tàu sân bay nhanh trực thuộc Đệ Ngũ hạm đội về phía Tây Guam, như lực lượng tăng cường nhằm đối phó với Hạm đội Liên hợp Nhật Bản đang xuất phát từ Philippines để phản công. Trong Trận chiến biển Philippine diễn ra sau đó, chiếc tàu khu trục được phối thuộc cùng Đội đặc nhiệm 58.7 bao gồm các thiết giáp hạm nhanh, và được bố trí trong vai trò cột mốc radar canh phòng nhằm cảnh báo sớm các đợt không kích của đối phương. Đụng độ bắt đầu diễn ra vào sảng ngày 19 tháng 6, khi lực lượng chịu đựng không kích liên tục bởi máy bay xuất phát từ các tàu sân bay Nhật; Monssen đã bắn rơi hai máy bay ném bom bổ nhào Yokosuka D4Y "Judy" và gây hư hại cho một chiếc thứ ba.
Sang ngày 20 tháng 6, Đệ Ngũ hạm đội phản công khi tung ra cuộc không kích nhắm vào hạm đội đối phương ở tầm xa tối đa của bán kính hoạt động những máy bay của họ. Khi lực lượng tấn công quay trở về tàu lúc chiều tối và gặp khó khăn khi hạ cánh, Monssen cùng các tàu chiến khác đã bật hết mọi đèn pha để dẫn đường bất chấp nguy cơ bị tàu ngầm đối phương phát hiện, rồi tiếp tục truy kích hạm đội đối phương cho đến khi quay trở lại Saipan vào chiều tối ngày 21 tháng 6. Chiếc tàu khu trục quay trở lại nhiệm vụ bảo vệ các tàu đổ bộ, tuần tra, canh phòng radar và bắn pháo hỗ trợ cho lực lượng trên bộ, cho đến ngày 2 tháng 7 khi nó quay trở về Eniwetok để nghỉ ngơi và tiếp liệu một thời gian ngắn. Quay trở lại Saipan vào ngày 12 tháng 7, nó tiếp tục làm nhiệm vụ bảo vệ cho đến ngày 23 tháng 7, khi nó tham gia cùng các tàu chiến khác để bắn phá Tinian.
Vào ngày 24 tháng 7, Monssen hộ tống các tàu vận tải khi chúng tiến hành đổ bộ lên Tinian, rồi làm nhiệm vụ bắn pháo hỗ trợ cho binh lính tại bãi đổ độ, và tiếp tục hỗ trợ cuộc chiến tại đây cho đến ngày 31 tháng 7. Nó ở lại khu vực Tinian cho đến ngày 6 tháng 8, rồi tiến hành tuần tra chống tàu ngầm về phía Bắc Saipan trước khi quay trở về Eniwetok. Từ đây, nó lên đường cùng Đội đặc nhiệm 32.41 để đi Guadalcanal, nơi thực hành tổng dượt nhằm chuẩn bị cho Chiến dịch quần đảo Palau sắp diễn ra. Vào ngày 8 tháng 9, nó được phân công hộ tống và hỗ trợ hỏa lực cho Đội đặc nhiệm 32.4, và khởi hành hướng sang phía Tây. Trong các ngày 15 và 16 tháng 7, nó túc trực ngoài khơi Peleliu để hỗ trợ cho cuộc đổ bộ tại đây, rồi chuyển sang Angaur vào ngày 17 tháng 7 và bảo vệ cho các tàu vận chuyển cho đến ngày 23 tháng 7. Sang ngày 24 tháng 7, chiếc tàu khu trục lên đường đi Manus thuộc quần đảo Admiralty, và lại khởi hành vào ngày 11 tháng 10 để tham gia cuộc đổ bộ lên vịnh Leyte, Philippines.
Monssen đã hộ tống cho Đội đặc nhiệm 79.11 bao gồm các tàu đổ bộ cho hành trình đi đến vịnh Leyte, đi đến bãi đổ bộ tại Dulag vào ngày 20 tháng 10, rồi cùng Hải đội Khu trục 54 tuần tra canh phòng dọc theo eo biển Surigao. Cho đến ngày 24 tháng 10, hải đội chỉ đối đầu với những đợt không kích lẻ tẻ; nhưng đến sáng sớm ngày 25 tháng 10, một lực lượng hạm tàu nổi đối phương được báo cáo đang tìm cách đột phá vào khu vực vận chuyển ở vịnh Leyte xuyên qua eo biển Surigao. Tuy nhiên, Đệ Thất hạm đội đã chờ đợi sẵn.
Trong đêm trước đó, Chuẩn đô đốc Jesse B. Oldendorf đã bố trí lực lượng của mình cho trận chiến được xem là cuộc đối đầu của hàng chiến trận cuối cùng trong lịch sử. Đại tá Hải quân Jesse B. Coward, tư lệnh Hải đội Khu trục 54, phân chia lực lượng dưới quyền thành các đội phía Tây và phía Đông để tấn công bằng ngư lôi vào đội hình Nhật Bản đang đi dọc eo biển lên hướng Bắc. Monssen được phân vào đội phía Tây cùng McDermut và được bố trí gần bờ biển đảo Leyte. Ngay sau nữa đêm, Lực lượng phía Nam Nhật Bản được phát hiện tiến vào eo biển; khoảng 03 giờ 00, đội phía Đông tấn công, phóng 27 quả ngư lôi trong vòng hai phút. Đến 03 giờ 10 phút, McDermut và Monssen dưới quyền chỉ huy của Trung tá Hải quân Charles Kniese Bergin, cũng bắt đầu tấn công. Lúc 03 giờ 20 phút, các vụ nổ xảy ra, một trong những quả ngư lôi của Monssen đã đánh trúng thiết giáp hạm Yamashiro, nhưng không ngăn được nó tiếp tục di chuyển. Sau khi phóng hết ngư lôi, McDermut và Monssen rút lui lên phía Bắc bám dọc theo bờ biển Leyte để tránh hỏa lực hải pháo từ các hải đội khu trục 24 và 56, cũng như của các thiết giáp hạm và tàu tuần dương trong hàng chiến trận Hoa Kỳ.
Đến bình minh, Monssen tiếp nối hoạt động tuần tra, và sang ngày hôm sau đã lên đường đi Hollandia, New Guinea nơi nó hộ tống một đoàn tàu vận tải tăng viện đi đến Leyte trong tháng 11. Đến ngày 9 tháng 12, nó khởi hành đi Bougainville, đến nơi ba ngày sau đó để hộ tống Đội đặc nhiệm 79.1 bao gồm các tàu vận chuyển đi New Guinea, nơi tiến hành tổng dượt cho cuộc tấn công lên Luzon, Philippines. Vào ngày 21 tháng 12, nó có mặt tại Manus, nơi nó gặp gỡ Đơn vị Đặc nhiệm 77.9.12, bao gồm các tàu đổ bộ lực lượng tăng viện, vào ngày 30 tháng 12 để đi đến phía Bắc Philippines.

### 1945
Monssen đi đến vịnh Lingayen vào ngày 11 tháng 1, 1945, hai ngày sau khi diễn ra cuộc đổ bộ chính. Sang ngày hôm sau, ba máy bay tấn công tự sát Kamikaze đã tiếp cận khu vực vận chuyển. Chiếc tàu khu trục đã nổ súng bắn cháy hai chiếc, và trợ giúp vào việc bắn nổ tung một chiếc khi chỉ cách một tàu buôn 100 ft (30 m). Chiếc thứ hai đâm trúng tàu vận chuyển cao tốc Belknap.
Sang ngày 13 tháng 1, Monssen rời Luzon hộ tống các tàu vận tải rỗng đi Leyte, rồi tiếp tục đi Ulithi nơi nó gia nhập Đội đặc nhiệm 58.5, đội tàu sân bay hoạt động đêm. Lực lượng lên đường vào ngày 10 tháng 2 hướng đến các đảo chính quốc Nhật Bản. Trong các ngày 16 và 17 tháng 2, lực lượng đã không kích khu vực phụ cận Tokyo nhằm ngăn chặn lực lượng dự bị được tăng cường sang mục tiêu chính: các quần đảo Bonin và Volcano. Đến ngày 19 tháng 2, lực lượng có mặt tại Iwo Jima, hỗ trợ cho cuộc đổ bộ tại đây. Monssen tiếp tục ở lại khu vực quần đảo Volcano bảo vệ các tàu sân bay và bắn hải pháo hỗ trợ cho lực lượng trên bộ, cho đến ngày 9 tháng 3 khi nó quay trở về Ulithi. Vào ngày 14 tháng 3, nó lại lên đường cùng Lực lượng Đặc nhiệm 58 để không kích các đảo chính quốc Nhật Bản. Các tàu sân bay tung ra cuộc tấn công vào ngày 18 tháng 3 xuống Kyūshū, và xuống Căn cứ Hải quân Kure vào ngày hôm sau; sau đó Monssen hộ tống cho tàu sân bay Franklin bị hư hại rút lui về tuyến sau.
Monssen quay trở lại đội hình lực lượng đặc nhiệm vào ngày 23 tháng 3 cho các cuộc không kích tiếp theo lên chính quốc Nhật Bản, tiếp nối bằng đợt càn quét quần đảo Ryūkyū. Trong bảy tuần lễ tiếp theo, nó phục vụ trong vai trò trạm cột mốc radar canh phòng và tàu canh phòng máy bay khi các phi vụ không kích được tiến hành trong Chiến dịch Okinawa. Một tuần sau khi cuộc đổ bộ mở màn, nó tiến lên phía Bắc nhằm ngăn chặn một lực lượng tàu nổi đối phương từ chính quốc đang tiến xuống phía Nam; tuy nhiên máy bay từ tàu sân bay đã đánh chìm siêu thiết giáp hạm Yamato. Đến ngày 11 tháng 5, chiếc tàu khu trục rút lui về Ulithi để tiếp liệu, rồi quay trở lại ngoài khơi Okinawa vào ngày 28 tháng 5. Sau một tuần lễ làm nhiệm vụ cột mốc radar, nó đi lên phía Bắc để càn quét Kyūshū trong các ngày 2 và 3 tháng 6 trước khi quay trở lại Okinawa. Nó còn tham gia đợt không kích tiếp theo lên Kyūshū vào ngày 8 tháng 6, cũng như những vị trí đối phương ở phía Bắc Ryūkyū.
Từ ngày 13 đến ngày 30 tháng 6, Monssen được bảo trì và tiếp liệu tại Leyte trước khi lên đường vào ngày 1 tháng 7 cho những nhiệm vụ sau cùng trong chiến tranh cùng Lực lượng Đặc nhiệm 38. Vào ngày 10 tháng 7, máy bay từ tàu sân bay đã không kích khu vực Tokyo, rồi từ ngày 13 đến ngày 15 tháng 7, xuống Hokkaidō và phía Bắc đảo Honshū trong khi các thiết giáp hạm của lực lượng đặc nhiệm bắn phá Muroran, một trung tâm sản xuất thép quan trọng. Từ ngày 17 đến ngày 19 tháng 7, Tokyo lại là mục tiêu của các tàu sân bay, trong khi các hạm tàu nổi trong đó có Monssen, bắn phá nhà máy Hitachi Armament Works cách 70 mi (110 km) về phía Bắc. Trong các ngày 25 và 28 tháng 7, lực lượng không kích khu vực biển Nội địa Nhật Bản.
Sau khi được tiếp liệu ngay trên biển, Lực lượng Đặc nhiệm 38 quay trở lại khu vực Tokyo vào ngày 9 tháng 8, nhưng đến ngày 10 tháng 8, Monssen cùng các tàu chiến thuộc Hải đội Khu trục 54 được cho tách ra và quay trở về vùng bờ Tây để đại tu. Hướng lên phía Bắc, hải đội gia nhập cùng Lực lượng Đặc nhiệm 92 trong hoạt động càn quét tàu bè đối phương tại phía Bắc quần đảo Kuril và bắn phá Paramushiro vào ngày 11 tháng 8, rồi tiếp tục hành trình đi Adak, Alaska. Tại Adak vào ngày 14 tháng 8, nó nhận được tin tức về việc Nhật Bản đầu hàng, và được lệnh quay trở lại Nhật Bản cùng Lực lượng Đậc nhiệm 92 cho nhiệm vụ chiếm đóng khu vực Căn cứ Hải quân Ominato. Một tháng sau đó, con tàu được lệnh quay trở về Hoa Kỳ, về đến Trân Châu Cảng vào ngày 24 tháng 9, và tiếp tục hành trình đi San Francisco ngay ngày hôm sau. Nó chuyển đến San Diego ngay sau đó, nơi nó gia nhập Hạm đội Dự bị Thái Bình Dương, và được cho xuất biên chế vào ngày 30 tháng 4, 1946.

## 1951 – 1963
Sau khi Chiến tranh Triều Tiên bùng nổ, Monssen được cho nhập biên chế trở lại vào ngày 31 tháng 10, 1951, và sang tháng 3, 1952 đã gia nhập Hạm đội Đại Tây Dương. Nó đặt cảng nhà mới tại Newport, Rhode Island trong thành phần Hải đội Khu trục 34, và tăng cường sức mạnh cho Đệ nhị Hạm đội khi đơn vị này gửi tàu chiến sang Viễn Đông hỗ trợ cho lực lượng Liên Hợp Quốc tại Triều Tiên.
Đến ngày 3 tháng 5, 1954, bản thân Monssen được phái sang tăng cường cho Đệ thất Hạm đội. Lên đường băng qua kênh đào Panama, nó đi đến khu vực Tây Thái Bình Dương vào ngày 7 tháng 6, và trong bốn tháng tiếp theo đã tuần tra ngoài khơi bán đảo Triều Tiên và eo biển Đài Loan, đồng thời tập trận tại vùng biển Nhật Bản và Okinawa. Con tàu rời Nhật Bản vào ngày 5 tháng 10, quay trở về nhà qua ngã Ấn Độ Dương, kênh đào Suez và Địa Trung Hải, về đến Newport vào cuối tháng 12, hoàn tất một chuyến đi vòng quanh thế giới.
Trong ba năm tiếp theo, Monssen hoạt động dọc theo vùng bờ Đông và vùng biển Caribe, và trong năm 1956 đã được phái sang hoạt động cùng Đệ lục Hạm đội tại Địa Trung Hải. Con tàu lại được cho xuất biên chế lần sau cùng vào ngày 3 tháng 12, 1957, neo đậu cùng Hạm đội Dự bị Đại Tây Dương tại Boston, Massachusetts. Đến năm 1962, nó được chuyển sang Đội dự bị Philadelphia. Đang khi được kéo đến Philadelphia, Pennsylvania vào ngày 6 tháng 3, 1962, thời tiết xấu, sóng cao và gió mạnh khiến dây cáp kéo bị đứt, và con tàu bị mắc cạn tại Beach Haven Inlet, New Jersey. Phải mất đến sáu tuần trước khi con tàu được kéo khỏi chỗ mắc cạn. Được xem là không còn cần thiết, Monssen bị bán cho hãng Union Minerals & Alloys Corp. tại New York, New York vào ngày 21 tháng 10, 1963 để tháo dỡ.

## Phần thưởng
Monssen được tặng thưởng tám Ngôi sao Chiến trận do thành tích phục vụ trong Thế Chiến II.